# シャングリ・ラ (ジェイク・バグのアルバム)
『シャングリ・ラ』（Shangri La）は、2013年にリリースされたジェイク・バグの2枚目のスタジオ・アルバムである。

## 収録曲
1. ゼアズ・ア・ビースト・アンド・ウィー・オール・フィード・イット - There's a Beast and We All Feed It
2. スラムヴィル・サンライズ - Slumville Sunrise
3. ホワット・ダズント・キル・ユー　- What Doesn't Kill You
4. ミー・アンド・ユー - Me and You
5. メスド・アップ・キッズ - Messed Up Kids
6. ア・ソング・アバウト・ラヴ - A Song About Love
7. オール・ユア・リーズンズ - All Your Reasons
8. キングピン - Kingpin
9. キッチン・テーブル - Kitchen Table
10. パイン・ツリー - Pine Tree
11. シンプル・プレジャーズ - Simple Pleasures
12. ストーム・パスズ・アウェイ - Storm Passes Away